# Belvedere Marittimo
Belvedere Marittimo är en ort och kommun i provinsen Cosenza i regionen Kalabrien i Italien. Kommunen hade 9 239 invånare (2017).